# Martin Gijzemijter
Martin Gijzemijter (Lelystad, 2 juni 1979) is een Nederlandse journalist, auteur en songwriter.

## Dichter en auteur
Op 15 mei 2014 debuteerde Gijzemijter met zijn roman Dansen met Herinneringen, voorzien van een gelijknamige soundtrack gezongen door Vinzzent. Een jaar later, op 22 juni 2015 verscheen zijn dichtbundel Dichtgedachten, met gedichten gerelateerd aan het verhaal van Dansen met Herinneringen. In 2018 verschijnt bij Uitgeverij Luitingh-Sijthoff het eerste deel van de Young Adult-boekenreeks Magic Inc, die hij samen met Lisette Jonkman schrijft.
Gijzemijter post sinds 2014 elke dag een vierregelig gedicht (een zogenaamde Dichtgedachte) op Facebook, via zijn pagina die inmiddels meer dan 111.000 volgers heeft. Bij Luitingh-Sijthoff verscheen in het voorjaar van 2017 zijn dichtbundel Dichtgedachten, die 1 week in de Bestseller Top 60 stond. Op 1 november 2017 verscheen de bundel Troostgedachten (ook bij Luitingh-Sijthoff).

## Internetactiviteiten
In 2001 trachtte Gijzemijter door te breken met zijn project Watchmegetfamous, gevolgd door het project Watchmegetamillion, acties die hij via een website promootte. Hij was later enige tijd werkzaam in de internetredactie van de TROS, waarna hij aan de slag ging als freelancer voor diverse mediatitels.

## Songwriter
Gijzemijter werd in 2001 gescout door componist en producer Tjeerd Oosterhuis. Samen met Oosterhuis schreef hij aan singles voor onder andere Re-Play en Edsilia Rombley.
In 2007 schreef hij samen met Tjeerd Oosterhuis de single Nooit meer zonder jou, die later dat jaar onder de titel On top of the World werd gekozen als de Nederlandse inzending voor het Eurovisiesongfestival 2007.
Gijzemijter schrijft songs voor de volgende artiesten:
- Edsilia Rombley
- Hansen Tomas
- Re-Play
- Trijntje Oosterhuis
- Jeroen van der Boom
- Antje Monteiro
- Vinzzent
- Dana Winner

## Muziekresultaten
| Jaar | Type        | Titel                                       | Uitvoerend Artiest       | Hitnotering                        |
| ---- | ----------- | ------------------------------------------- | ------------------------ | ---------------------------------- |
| 2002 | cd-single   | Hoera we Missen het WK                      | Trafassi                 | Top 40: 1 weken, plaats 81         |
| 2004 | cd-single   | Hoera we Winnen het EK                      | Trafassi                 | Tip                                |
| 2004 | cd-single   | Ik zal er voor je zijn                      | Re-play                  | Top 40: 4 weken, plaats 14         |
| 2005 | cd-single   | So what dan Nix                             | Pimp Paulusma Ft Giomama | Top 40: 8 weken, plaats 11         |
| 2006 | cd-single   | Dan ben ik van jou                          | Edsilia Rombley          | Tip                                |
| 2006 | cd-single   | Eén keer meer dan jij                       | Edsilia Rombley          | -                                  |
| 2007 | cd-single   | Nooit meer zonder jou / On top of the world | Edsilia Rombley          | Top 40: 8 weken, plaats 25         |
| 2009 | tv leader   | Nooit gedacht (S1ngle leader)               | Trijntje Oosterhuis      | Nvt                                |
| 2010 | cd-single   | Dromendans                                  | Vinzzent                 | Single Top 100: 20 weken, plaats 7 |
| 2010 | album track | Wacht op mij                                | Jeroen van der Boom      | Nvt                                |
| 2010 | album track | Ga voor Jou                                 | Jeroen van der Boom      | Nvt                                |
| 2011 | cd-single   | Dromendans (re-release)                     | Vinzzent                 | Gouden Status                      |